# 奈良希愛
奈良 希愛（なら きあい、1973年5月4日 - ）は、日本のクラシック音楽のピアニスト。国立音楽大学音楽学部ピアノ科准教授。国際シューマン協会会員。

## 略歴
兵庫県神戸市東灘区生まれ。千葉県千葉市花見川区育ち。千葉大学教育学部附属小学校卒業。千葉大学教育学部附属中学校卒業ののち
千葉市立千葉高等学校卒業。
東京藝術大学音楽学部器楽科ピアノ専攻に進み、卒業した。在学中に、読売新人演奏会、同声会主催卒業演奏会に出演。 ベルリン芸術大学へ留学し、首席で卒業。ベルリン芸術大学院国家演奏家コースを最高点にて首席修了。マドリード王立高等音楽院にも在籍し、またローマでも研鑽を積む。ニューヨーク・マンハッタン音楽院大学院プロフェッショナルスタディーコースを修了。在学中は室内楽科助手もつとめていた。
日本とベルリンに居を構え、演奏活動（ソロ、室内楽、歌曲伴奏）、後進の指導にあたり、また執筆活動も活発に行っている。現在、“奈良希愛アンサンブル・シリーズ”を、ソロリサイタルとの組み合わせで、隔年開催している。室内楽では共演者からの信頼も厚く、現在ベルリンフィル、ベルリン国立歌劇場管弦楽団（シュターツカペレ・ベルリン）、ドレスデン国立歌劇場管弦楽団（シュターツカペレ・ドレスデン）のメンバーをはじめ、海外の演奏家との共演も多い。またシューマンを中心としたドイツ・ロマン派音楽の作品及び作曲家の研究を行っている。
教育者としては、これまでにアメリカ・マンハッタン音楽院、浜松国際ピアノアカデミー、韓国・仁済大学校、シンガポール国立大学、中国・吉林芸術学院をはじめ、日本、アメリカ、アジア、ヨーロッパ各地で招待を受けマスターコースなどで指導も行っている。また第18、19回浜松国際ピアノアカデミーでは、体調不良だった中村紘子同音楽監督の依頼を受け、急遽彼女のクラスのソロ・レッスンを担当した。
これまでにピアノを高良芳枝、小林仁、K.ヘルヴィッヒ、J.ソリアーノ、S.ペルティカローリに、歌曲伴奏法を原田茂生、D.F.=ディースカウ、A.ライマン、W.リーガー、D.ボールドウィンに、ジャズ演奏法をJ.スタイルに、指揮法をD.ジャルベールに師事。

## 受賞歴
- 第45回全日本学生音楽コンクールピアノ部門高校の部全国第1位、野村賞、NHK賞[4]
- アルトゥル・シュナーベル・コンクール第2位 (1997[5])
- 第51回ブゾーニ国際ピアノコンクール第6位 (1999[6])
- 第4回浜松国際ピアノコンクール奨励賞 (2000, セミファイナル[7])
- 第12回バレンシア国際ピアノコンクール・イトゥルビ賞第4位 (2000, セミファイナル[8])
- 第13回ピアニストと歌手のためのローベルト・シューマン国際コンクールピアノ部門 日本人初優勝 (2000[9])
- 第3回ウィグモアホール国際声楽コンクールにてバリトンとのデュオで1位なしの第4位、および聴衆賞受賞 (2001)[10]

## 職歴
- 2004年 マンハッタン音楽院室内楽科助手（2004年12月まで）
- 2006年より相愛大学音楽学部ピアノ科専任講師（2010年3月まで）
- 国立音楽大学音楽学部専任講師を経て、同大学准教授（現在[11]）
- 相愛大学音楽学部非常勤講師（現在）
- 昭和音楽大学ピアノアートアカデミー講師